# Чемпіонат України із шахів 2015
84-й чемпіонат України із шахів, що проходив з 2 по 14 грудня 2015 року у Львові (приміщення готелю «Волтер», вул. Липинського, 60а).
Категорія турніру — XV (середній рейтинг — 2610,6).
Чемпіоном України вдруге став господар турніру Андрій Волокитін, який набравши разом з Мартином Кравцівим та Захаром Єфименком по 7 очок, випередив їх за рахунок додаткових показників.
Із 66 зіграних на турнірі партій  — 29 закінчилися перемогою однієї зі сторін (43,9%), внічию завершилися 37 партій.

## Регламент турніру
Змагання проводилися за коловою системою в 11 турів.

Головний суддя турніру, міжнародний арбітр — Товчига Олег Григорович.

### Розклад змагань
| - відкриття та жеребкування — 2 грудня (початок 18-00) - 1 тур — 3 грудня (початок партій 15-00) - 2 тур — 4 грудня (15-00) - 3 тур — 5 грудня (15-00) - 4 тур — 6 грудня (15-00) - 5 тур — 7 грудня (15-00) - 6 тур — 8 грудня (15-00) | - вихідний день — 9 грудня - 7 тур — 10 грудня (15-00) - 8 тур — 11 грудня (15-00) - 9 тур — 12 грудня (15-00) - 10 тур — 13 грудня (15-00) - 11 тур — 14 грудня (12-00) - закриття турніру — 14 грудня (18-15) |

### Контроль часу
- 90 хвилин на перші 40 ходів плюс 30 хвилин до закінчення партії кожному учаснику з додаванням 30 секунд за кожен зроблений хід, починаючи з першого. Дозволений час спізнення на партію — 15 хвилин з часу початку туру.

### Критерії розподілу місць
Місця визначалися за кількістю набраних очок. У разі рівності очок у двох або більше учасників місця визначаються (у порядку пріоритетів) за наступними додатковими показниками:
- 1. Коефіцієнт Зоннеберга-Бергера;
- 2. Результат особистої зустрічі;
- 3. Кількість виграних партій;
- 4. Плей-офф.

## Учасники змагань

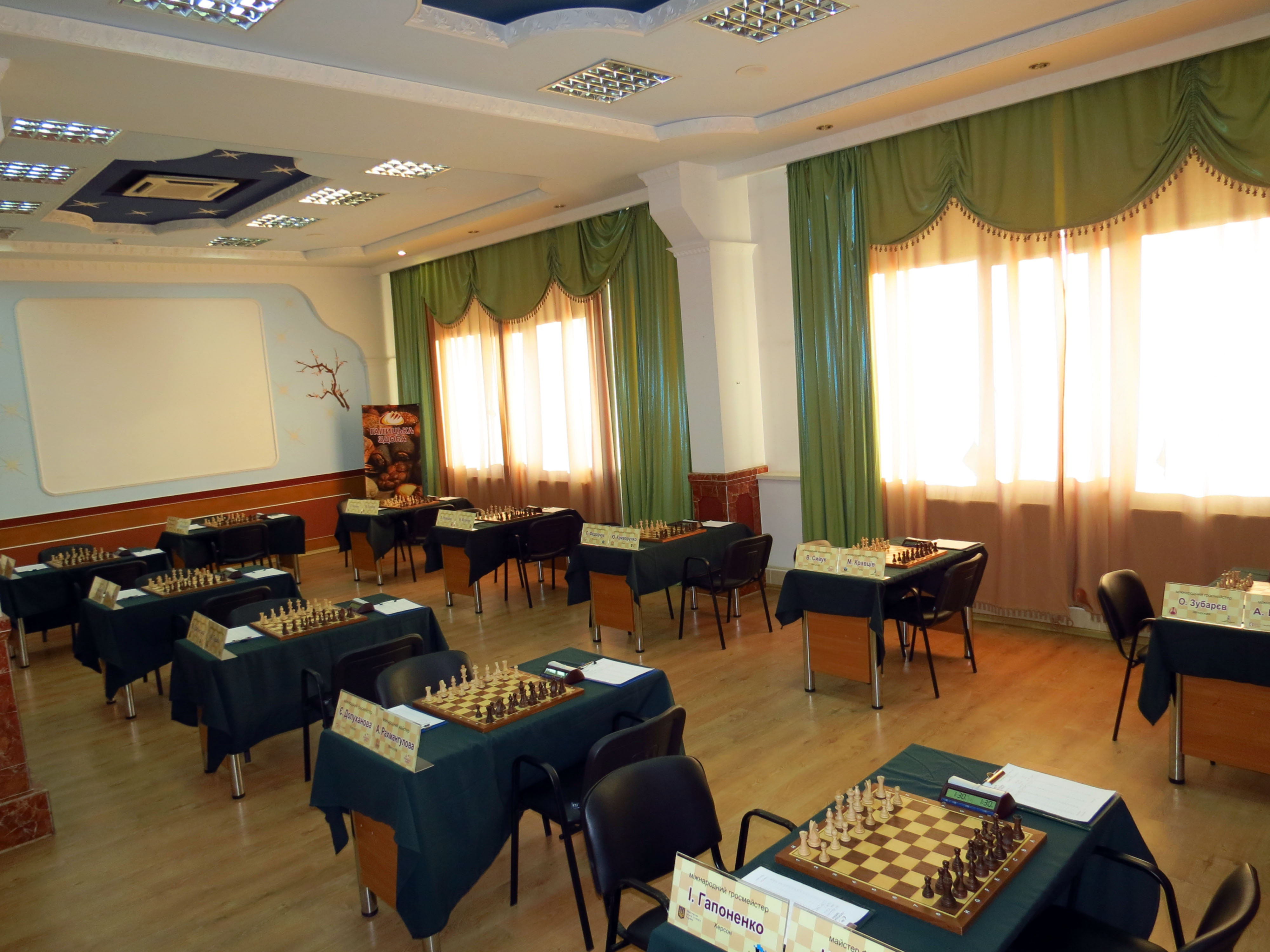
Місце проведення чемпіонату

До участі у фінальній частині чемпіонату України з шахів 2015 року були запрошені 12 учасників, зокрема:
- чемпіон України 2014 року Юрій Кузубов (рейтинг ФІДЕ на 1 червня 2015 р.[8]  — 2707);
- чемпіонка світу 2015 року Марія Музичук;
- п'ять шахістів з найвищим рейтингом ФІДЕ станом на 1 червня 2015 року. Враховуючи, те що з різних причин не змогли взяти участь у чемпіонаті Василь Іванчук (2733), Павло Ельянов (2718), Руслан Пономарьов (2711), Олександр Моїсеєнко (2707) та Антон Коробов (2698), їхні місця зайняли наступні шахісти згідно з рейтингом ФІДЕ, а саме: чемпіон України 2013 року Юрій Криворучко (2695), чемпіон України 2005 року Олександр Арещенко (2656), чемпіон України 2004 року Андрій Волокитін (2654), Сергій Федорчук (2647) та чемпіон України 2006 року Захар Єфименко (2647);
- шахісти, які посіли перші п'ять місць у півфінальному турнірі чемпіонату України[9][10], що проходив з 1 по 9 липня 2015 року у Львові за участі 154 шахістів, а саме: Валерій Невєров, Віталій Сівук, Олександр Зубарєв, Олександр Ковчан та Мартин Кравців

### Склад учасників
| - Юрій Криворучко (Львів, 2711) — 36 (3-є в Україні) - Олександр Арещенко (Львів, 2677) — 63 (7) - Захар Єфименко (Мукачево, 2647) — 111 (8) - Сергій Федорчук (Вінниця, 2641) — 125 (9) - Юрій Кузубов (Одеса, 2640) — 128 (10) - Андрій Волокитін (Львів, 2628) — 144 (11) | - Мартин Кравців (Львів, 2623) — 162 (14) - Олександр Ковчан (Харків, 2583) — 291 (27) - Марія Музичук (Львів, 2561) — 390 (33) — 3 (1) серед шахісток у світі та Україні - Віталій Сивук (Миколаїв, 2552) — 429 (34) - Олександр Зубарєв (Запоріжжя, 2548) — 445 (36) - Валерій Невєров (Харків, 2516) — 641 (48) |

жирним — місце в рейтингу Ело станом на грудень 2015 року.

## Рух за турами
| 1-й тур 3.12.2015 року   | 1-й тур 3.12.2015 року | 1-й тур 3.12.2015 року | 1-й тур 3.12.2015 року | 1-й тур 3.12.2015 року |
| ------------------------ | ---------------------- | ---------------------- | ---------------------- | ---------------------- |
| Ковчан                   | 0                      | 1:0                    | 0                      | Зубарєв                |
| Єфименко                 | 0                      | 1:0                    | 0                      | Невєров                |
| Арещенко                 | 0                      | 1:0                    | 0                      | Федорчук               |
| Кузубов                  | 0                      | 1:0                    | 0                      | Сивук                  |
| М.Музичук                | 0                      | ½:½                    | 0                      | Волокитін              |
| Криворучко               | 0                      | ½:½                    | 0                      | Кравців                |
| 4-й тур 6.12.2015 року   |                        |                        |                        |                        |
| Зубарєв                  | ½                      | 0:1                    | 1½                     | Волокитін              |
| Сивук                    | 1                      | ½:½                    | 1½                     | Кравців                |
| Федорчук                 | ½                      | 1:0                    | 1½                     | Криворучко             |
| Невєров                  | ½                      | ½:½                    | 1½                     | М.Музичук              |
| Ковчан                   | 2½                     | ½:½                    | 3                      | Кузубов                |
| Єфименко                 | 2                      | ½:½                    | 2                      | Арещенко               |
| 7-й тур 11.12.2015 року  |                        |                        |                        |                        |
| Кузубов                  | 4                      | 0:1                    | 1½                     | Зубарєв                |
| М.Музичук                | 2½                     | 0:1                    | 3½                     | Арещенко               |
| Криворучко               | 2½                     | ½:½                    | 4½                     | Єфименко               |
| Кравців                  | 4                      | ½:½                    | 4                      | Ковчан                 |
| Волокитін                | 4                      | 0:1                    | 1½                     | Невєров                |
| Сивук                    | 2½                     | 1:0                    | 1½                     | Федорчук               |
| 10-й тур 13.12.2015 року |                        |                        |                        |                        |
| Зубарєв                  | 3                      | 1:0                    | 3                      | Невєров                |
| Ковчан                   | 4½                     | ½:½                    | 3½                     | Федорчук               |
| Єфименко                 | 6                      | ½:½                    | 5                      | Сивук                  |
| Арещенко                 | 5                      | ½:½                    | 5½                     | Волокитін              |
| Кузубов                  | 5½                     | ½:½                    | 6                      | Кравців                |
| М.Музичук                | 3                      | ½:½                    | 4                      | Криворучко             |

| 2-й тур 4.12.2015 року   | 2-й тур 4.12.2015 року | 2-й тур 4.12.2015 року | 2-й тур 4.12.2015 року | 2-й тур 4.12.2015 року |
| ------------------------ | ---------------------- | ---------------------- | ---------------------- | ---------------------- |
| Зубарєв                  | 0                      | ½:½                    | ½                      | Кравців                |
| Волокитін                | ½                      | ½:½                    | ½                      | Криворучко             |
| Сивук                    | 0                      | ½:½                    | ½                      | М.Музичук              |
| Федорчук                 | 0                      | 0:1                    | 1                      | Кузубов                |
| Невєров                  | 0                      | ½:½                    | 1                      | Арещенко               |
| Ковчан                   | 1                      | 1:0                    | 1                      | Єфименко               |
| 5-й тур 7.12.2015 року   |                        |                        |                        |                        |
| Арещенко                 | 2½                     | ½:½                    | ½                      | Зубарєв                |
| Кузубов                  | 3½                     | 0:1                    | 2½                     | Єфименко               |
| М.Музичук                | 2                      | ½:½                    | 3                      | Ковчан                 |
| Криворучко               | 1½                     | ½:½                    | 1                      | Невєров                |
| Кравців                  | 2                      | 1:0                    | 1½                     | Федорчук               |
| Волокитін                | 2½                     | ½:½                    | 1½                     | Сивук                  |
| 8-й тур 11.12.2015 року  |                        |                        |                        |                        |
| Зубарєв                  | 2½                     | 0:1                    | 1½                     | Федорчук               |
| Невєров                  | 2½                     | ½:½                    | 3½                     | Сивук                  |
| Ковчан                   | 4½                     | 0:1                    | 4                      | Волокитін              |
| Єфименко                 | 5                      | ½:½                    | 4½                     | Кравців                |
| Арещенко                 | 4½                     | ½:½                    | 3                      | Криворучко             |
| Кузубов                  | 4                      | 1:0                    | 2½                     | М.Музичук              |
| 11-й тур 14.12.2015 року |                        |                        |                        |                        |
| Криворучко               | 4½                     | 1:0                    | 4                      | Зубарєв                |
| Кравців                  | 6½                     | ½:½                    | 3½                     | М.Музичук              |
| Волокитін                | 6                      | 1:0                    | 6                      | Кузубов                |
| Сивук                    | 5½                     | ½:½                    | 5½                     | Арещенко               |
| Федорчук                 | 4                      | ½:½                    | 6½                     | Єфименко               |
| Невєров                  | 3                      | 0:1                    | 5                      | Ковчан                 |

| 3-й тур 5.12.2015 року  | 3-й тур 5.12.2015 року | 3-й тур 5.12.2015 року | 3-й тур 5.12.2015 року | 3-й тур 5.12.2015 року |
| ----------------------- | ---------------------- | ---------------------- | ---------------------- | ---------------------- |
| Єфименко                | 1                      | 1:0                    | ½                      | Зубарєв                |
| Арещенко                | 1½                     | ½:½                    | 2                      | Ковчан                 |
| Кузубов                 | 2                      | 1:0                    | ½                      | Невєров                |
| М.Музичук               | 1                      | ½:½                    | 0                      | Федорчук               |
| Криворучко              | 1                      | ½:½                    | ½                      | Сивук                  |
| Кравців                 | 1                      | ½:½                    | 1                      | Волокитін              |
| 6-й тур 8.12.2015 року  |                        |                        |                        |                        |
| Зубарєв                 | 1                      | ½:½                    | 2                      | Сивук                  |
| Федорчук                | 1½                     | 0:1                    | 3                      | Волокитін              |
| Невєров                 | 1½                     | 0:1                    | 3                      | Кравців                |
| Ковчан                  | 3½                     | ½:½                    | 2                      | Криворучко             |
| Єфименко                | 3½                     | 1:0                    | 2½                     | М.Музичук              |
| Арещенко                | 3                      | ½:½                    | 3½                     | Кузубов                |
| 9-й тур 12.12.2015 року |                        |                        |                        |                        |
| М.Музичук               | 2½                     | ½:½                    | 2½                     | Зубарєв                |
| Криворучко              | 3½                     | ½:½                    | 5                      | Кузубов                |
| Кравців                 | 5                      | 1:0                    | 5                      | Арещенко               |
| Волокитін               | 5                      | ½:½                    | 5½                     | Єфименко               |
| Сивук                   | 4                      | 1:0                    | 4½                     | Ковчан                 |
| Федорчук                | 2½                     | 1:0                    | 3                      | Невєров                |
| Фінальний результат     |                        |                        |                        |                        |
| Волокитін               | 7                      |                        | 6                      | Кузубов                |
| Кравців                 | 7                      |                        | 5½                     | Криворучко             |
| Єфименко                | 7                      |                        | 4½                     | Федорчук               |
| Сивук                   | 6                      |                        | 4                      | М.Музичук              |
| Арещенко                | 6                      |                        | 4                      | Зубарєв                |
| Ковчан                  | 6                      |                        | 3                      | Невєров                |

## Турнірна таблиця
| №  | Учасник            | Місто     | Рейтинг | 1 | 2 | 3 | 4 | 5 | 6 | 7 | 8 | 9 | 10 | 11 | 12 |  | + | − | = | Очки | Місце  | TВ    | Перфоменс | +/-   |
| -- | ------------------ | --------- | ------- | - | - | - | - | - | - | - | - | - | -- | -- | -- |  | - | - | - | ---- | ------ | ----- | --------- | ----- |
| 1  | Олександр Ковчан   | Харків    | 2583    |   | 1 | ½ | ½ | ½ | ½ | ½ | 0 | 0 | ½  | 1  | 1  |  | 3 | 2 | 6 | 6    | 6      | 30,50 | 2649      | +9,6  |
| 2  | Захар Єфименко     | Мукачево  | 2647    | 0 |   | ½ | 1 | 1 | ½ | ½ | ½ | ½ | ½  | 1  | 1  |  | 4 | 1 | 6 | 7    | Bronze | 35,00 | 2709      | +8,9  |
| 3  | Олександр Арещенко | Львів     | 2677    | ½ | ½ |   | ½ | 1 | ½ | 0 | ½ | ½ | 1  | ½  | ½  |  | 2 | 1 | 8 | 6    | 5      | 35,00 | 2641      | -5,8  |
| 4  | Юрій Кузубов       | Одеса     | 2661    | ½ | 0 | ½ |   | 1 | ½ | ½ | 0 | 1 | 1  | 1  | 0  |  | 4 | 3 | 4 | 6    | 7      | 29,75 | 2644      | +0,1  |
| 5  | Марія Музичук      | Львів     | 2561    | ½ | 0 | 0 | 0 |   | ½ | ½ | ½ | ½ | ½  | ½  | ½  |  | 0 | 3 | 8 | 4    | 10     | 21,5  | 2513      | -6,8  |
| 6  | Юрій Криворучко    | Львів     | 2711    | ½ | ½ | ½ | ½ | ½ |   | ½ | ½ | ½ | 0  | ½  | 1  |  | 1 | 1 | 9 | 5½   | 8      | 30,00 | 2601      | -16,2 |
| 7  | Мартин Кравців     | Львів     | 2623    | ½ | ½ | 1 | ½ | ½ | ½ |   | ½ | ½ | 1  | 1  | ½  |  | 3 | 0 | 8 | 7    | Silver | 36,25 | 2711      | +12,9 |
| 8  | Андрій Волокитін   | Львів     | 2628    | 1 | ½ | ½ | 1 | ½ | ½ | ½ |   | ½ | 1  | 0  | 1  |  | 4 | 1 | 6 | 7    | Gold   | 38,25 | 2711      | +12,3 |
| 9  | Віталій Сивук      | Миколаїв  | 2552    | 1 | ½ | ½ | 0 | ½ | ½ | ½ | ½ |   | 1  | ½  | ½  |  | 2 | 1 | 8 | 6    | 4      | 32,25 | 2652      | +14,4 |
| 10 | Сергій Федорчук    | Вінниця   | 2641    | ½ | ½ | 0 | 0 | ½ | 1 | 0 | 0 | 0 |    | 1  | 1  |  | 3 | 5 | 3 | 4½   | 9      | 21,00 | 2543      | -15,0 |
| 11 | Валерій Невєров    | Харків    | 2516    | 0 | 0 | ½ | 0 | ½ | ½ | 0 | 1 | ½ | 0  |    | 0  |  | 1 | 6 | 4 | 3    | 12     | 17,75 | 2444      | -9,8  |
| 12 | Олександр Зубарєв  | Запоріжжя | 2548    | 0 | 0 | ½ | 1 | ½ | 0 | ½ | 0 | ½ | 0  | 1  |    |  | 2 | 5 | 4 | 4    | 11     | 20,50 | 2514      | -4,6  |

### Підсумкова таблиця

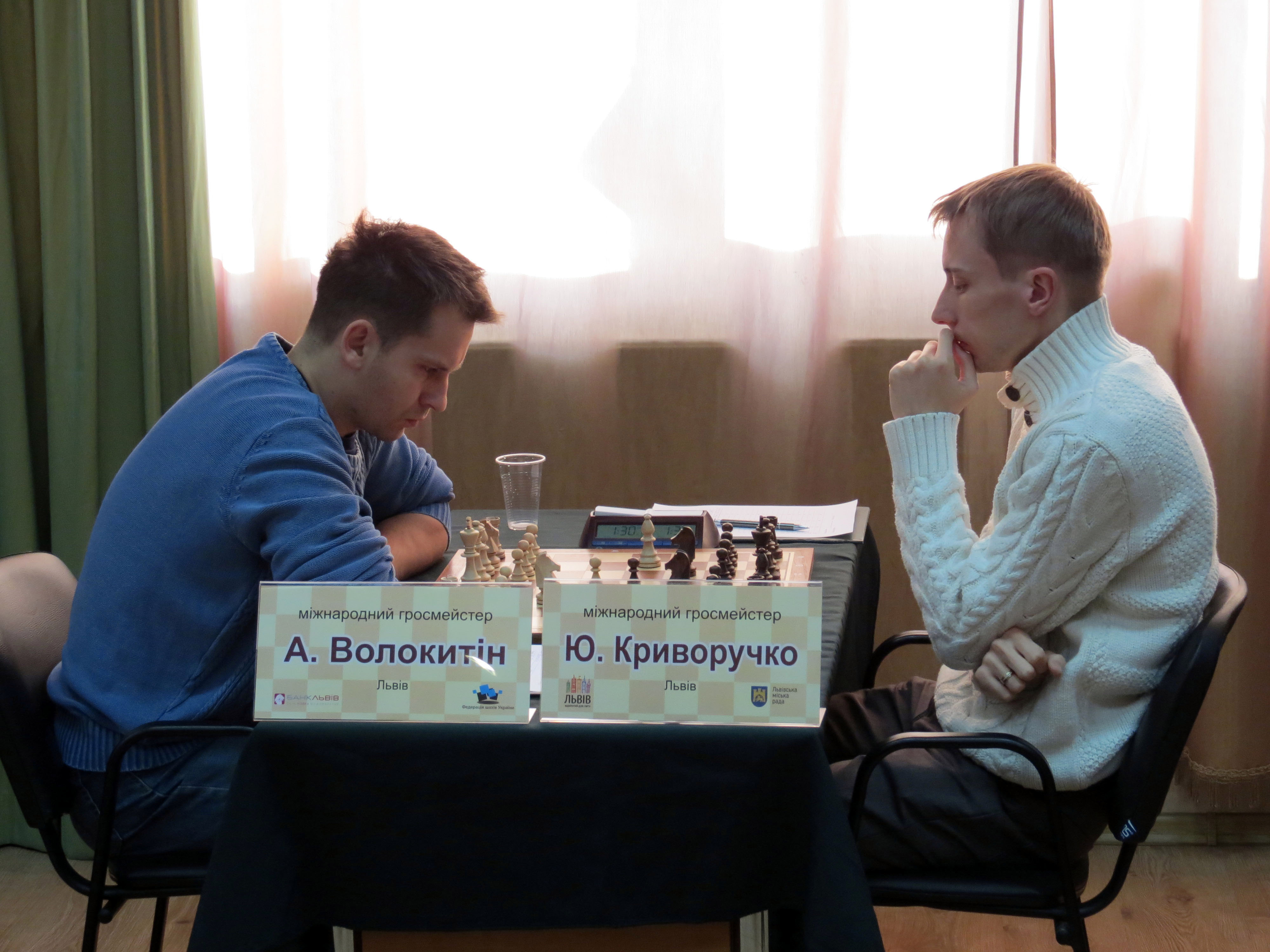
А.Волокітін — Ю.Криворучко, 2-й тур

1. Андрій Волокитін — 7 очок
2. Мартин Кравців — 7
3. Захар Єфименко — 7
4. Віталій Сивук — 6
5. Олександр Арещенко — 6
6. Олександр Ковчан — 6
7. Юрій Кузубов — 6
8. Юрій Криворучко — 5½
9. Сергій Федорчук — 4½
10. Марія Музичук — 4
11. Олександр Зубарєв — 4
12. Валерій Невєров — 3